# Сиахаан, Семсар
Семсар Сиахаан (индон. Semsar Siahaan; 11 июня 1952, Медан — 23 февраля 2005, Табанан) — индонезийский художник, представитель направления «Новая живопись» (Seni Rupa Baru), активный борец против диктатуры Сухарто.

## Краткая биография
Первые уроки живописи получил в Белграде в 1965—1968 годах, где находился вместе с отцом — военным атташе Индонезии в Югославии. В 1975—1977 годах учился в Институте изобразительных искусств Сан-Франциско, в 1977 поступил в Бандунгский технологический институт, но в 1981 году был исключён из него за антисухартовский «перформанс» «Раскапывая массовые захоронения». В 1983—1984 годах жил в Нидерландах на правах политического диссидента.

## Творчество
В 1988 году состоялась первая персональная выставка в Джакарте. Одновременно он участвовал в передвижной коллективной выставке «Искусство освобождения», готовил плакаты и баннеры для демонстрантов.
Персональные выставки прошли также в Австралии (1990, шесть городов), Сингапуре (1995), Токио (1997). Чтобы избежать ареста за участие в антисухартовских демонстрациях, в 1998 году бежал в Сингапур, а в 1999 году эмигрировал в Канаду, откуда вернулся в Индонезию спустя шесть лет. Одна из его знаменитых картин «Чёрная орхидея» — автопортрет (отражающееся лицо художника в воде, наполненной трупами — жертвами тоталитарного режима).